# Liste des albums de jazz les plus vendus aux États-Unis
Cet article présente une liste des albums de jazz les plus vendus aux États-Unis. Elle inclut tous les types d'albums (albums studio et live, album de reprises, compilations et bandes originales de film). Ces albums sont classés selon leurs ventes estimées, avec les albums les plus vendus en haut de la liste.
Les chiffres de vente exacts des albums sont très difficiles à estimer et les sources se contredisent souvent à leur sujet. Les maisons de disques ont par ailleurs tendance à exagérer les chiffres de vente, généralement dans un but commercial,,. Ceux cités dans la liste ci-dessous sont accompagnés d'une ou de plusieurs sources, spécialisées ou non dans le domaine musical. Cependant, ces chiffres ne peuvent pas être considérés comme « officiels » et sont donc à prendre avec du recul.

## Classement des 25 meilleures ventes d’albums Jazz aux États-Unis après 2014

### Classement 2019
Ce classement est établi par le magazine de musique Billboard. Les singles notés en "vidéo" sont des singles sans vidéo avec un plan fixe de la pochette de l’album.
|  |  |  |  |

| Rang | Albums                                                              | Auteurs                                       | Année de sortie, Maison de disques Genre musical et Type d’album | Notations du disque par la critique Information, index des titres Singles de l’album |
| ---- | ------------------------------------------------------------------- | --------------------------------------------- | --- | --- |
| 1    | • Love                                                              | Michael Bublé                                 | 2018 • Reprise Records / WEA International Inc.574367-2 Jazz traditionnel, Jazz vocal Nouvel album original et de reprises                                                                               | "All Music" "Amazon" Extraits en version single 1."When I Fall in Love" (2018) 2."Love You Anymore" (2018) |
| 2    | • Love Is Here To Stay                                              | Tony Bennett & Diana Krall                    | (voir classement 2018) | (voir classement 2018) |
| 3    | • The Prophet Speaks                                                | Van Morrison                                  | 2018 • Exile Productions Ltd. / Caroline International Inc.2577071867 Jazz rock Nouvel album original et de reprises                                                                                     | "All Music" "The Guardian" 40e album studio : Extraits en version single 1."Spirit Will Provide" (vidéo 2018) 2."Ain't Gonna Moan No More" (single 2018) 3."Got To Go Where The Love Is" (vidéo 2018)                                                                       |
| 4    | • Let's Be Frank                                                    | Trisha Yearwood                               | 2018 • Gwendolyn Records Gwendolyn 1590 Jazz classique, jazz vocal Nouvel album de reprises | "All Music" "Amazon" |
| 5    | • My Way                                                            | Willie Nelson                                 | 2018 • Legacy Recordings / Sony Music Group 19075870502 Jazz folk, Jazz pop country Nouvel album de reprises                                                                                             | "All Music" "Jazz Music Archives" Extrait en Singles vidéo 1."My Way" (vidéo) 2."One For My Baby (And One More For The Road)" (clip) 3."I'll Be Around" (clip) |
| 6    | • Blue World                                                        | John Coltrane                                 | 2018 • Impulse! Records / Verve Label Group B0030157-02 Jazz, Jazz post bop, Modern jazz Nouvel album original                                                                                           | "All Music" "All About Jazz" Album posthume d’enregistrements inédits de 1964 - Singles vidéo 1."Blue World" 2."Naima (Take 1)" 3."Village Blues (Take 2)" |
| 7    | • Both Directions At Once : The Lost Album                          | John Coltrane                                 | (voir classement 2018) | (voir classement 2018) |
| 8    | • It's The Holiday Season                                           | Martina McBride                               | 2018 • Broken Bow Records / BBR Music Group BMG BMG - 538307162 Christmas jazz, Jazz pop Nouvel album de reprises                                                                                        | "All Music" "Digitaljournal.com" Extrait en Singles vidéo 1."Happy Holidays / It's The Holiday Season" (clip) 2."Home For The Holiday" (vidéo) 3."It's Beginning To Look A Lot Like Christmas" (vidéo)                                                                      |
| 9    | • True Love : A Celebration Of Cole Porter                          | Harry Connick, Jr.                            | 2019 • Verve Records / Verve Label Group B0030829-02 Jazz contemporain, Jazz Vocal. Nouvel album de reprise du compositeur Cole Porter                                                                   | "All Music" "Jazz Journal" Extrait en Singles vidéo 1."True Love"(clip) 2."Why Can't You Behave" (vidéo) 3."Just One Of Those Things (clip) 4."You Do Something To Me" (vidéo)                                                                                              |
| 10   | • The Capitol Studios Sessions                                      | Jeff Goldblum & The Mildred Snitzer Orchestra | 2018 • Decca Records / Universal Music Group B0029202-02 Cool jazz, Jazz vocal Nouvel album de reprises                                                                                                  | "All Music" "Amazon" Extrait en Singles vidéo 1."Cantaloupe Island" 2."My Baby Just Cares For Me" 3." It Never Entered My Mind" |
| 11   | • Hollywood Africans                                                | Jon Batiste                                   | (voir classement 2018) | (voir classement 2018) |
| 12   | • In The Blue Light                                                 | Paul Simon                                    | (voir classement 2018) | (voir classement 2018) |
| 13   | • Music Book Volume III : Magnificent                               | Mel Holder                                    | 2018 • Psalmist Music Group PMG 0152 Smooth jazz instrumental, Jazz funk et soul Nouvel album original                                                                                                   | "All Music" "Skope Mag" Extrait en Singles vidéo 1."Crossroads (featuring Ben Tankard)" 2."Magnificent (featuring Rance Allen)" |
| 14   | • The Highest Act Of Love                                           | Norman Brown                                  | 2019 • Shanachie Records Corp. SHANACHIE SH5466 Smooth jazz, Jazz instrumental Nouvel album original | "All Music" "smooth-jazz.de" Extrait en Singles vidéo 1."The Highest Act Of Love"(clip) 2."Words of Wisdom" (vidéo) 3."The King Is Here" (vidéo) |
| 15   | • It's The Great Pumpkin, Charlie Brown (Soundtrack)                | Vince Guaraldi                                | 2019 • Craft Records / Concord Music Group Craft 00113 ou 00114(LP) Jazz, Bande originale de film Nouvel album original inédit                                                                           | "All Music" "Amazon" Album posthume inédit de 1966 avec son remasterisé |
| 16   | • 12 Little Spells                                                  | Esperanza Spalding                            | 2018 • Concord Records / Concord Music Group CRE 00896 Jazz contemporain, Jazz soul, Jazz funk, Electric jazz pop Nouvel album original                                                                  | "All Music" "Jazz Journal" Extrait en Singles vidéo 1."12 Little Spells"(clip) 2."'Til The Next Full" (clip) 3."Thang" (clip) 4."To Tide Us Over" (clip) |
| 17   | • Immigrance                                                        | Snarky Puppy                                  | 2019 • GroundUP Music GUM 0319CD Jazz contemporain instrumental Nouvel album original | "All Music" "Jazz Journal" Extrait en Singles vidéo 1."Bad Kids To The Back"(clip) 2."Xavi" (clip) 3."Chrysalis (bonus track)" (clip) |
| 18   | • Echo                                                              | Keiko Matsui                                  | 2019 • Shanachie Records Corp. SHANACHIE SH5467 Smooth jazz, Jazz contemporain Nouvel album original | "All Music" "TheUrbanMusicScene.com" Extrait en Singles vidéo 1."Echo" (vidéo) et "Echo (live)"(clip) 2."Esprit" (vidéo) |
| 19   | • Open Road                                                         | The Rippingtons Featuring Russ Freeman        | 2019 • Peak Records / Concord Music Group SHANACHIE SH5467 Smooth jazz, Jazz contemporain Nouvel album original                                                                                          | "All Music" "Amazon" Extrait en Singles vidéo 1. "Silver Arrows" (clip) 2."Lost Highway" (vidéo) 3."Open Road" (vidéo) |
| 20   | • Rubberband                                                        | Miles Davis                                   | 2019 • Warner Records Rhino Records / WEA Group R2 599464 Jazz funk, Latin jazz, Jazz soul Nouvel album original                                                                                         | "All Music" "Jazz Journal" Inédit posthume (Original tracks recorded in 1985-1986 at Ameraycan Studios) - Extrait en Singles vidéo 1."Rubberband of Life"(clip) 2."Give It Up" (clip) 3."Paradise" (clip) 4."So Emotional" (clip)                                           |
| 21   | • Green Book                                                        | Kris Bowers (en) (Bande originale de film)    | 2018 • Milan Records / Sony Music Masterworks Milan – CD 398 137-2 et Milan 37015 Jazz blues, bande originale de film Nouvel album original et de reprises                                               | "All Music" "FIP" Inédit posthume (Original tracks recorded in 1985-1986 at Ameraycan Studios) - Extrait en Singles vidéo 1."Old Black Magic"(vidéo) 2."Lonesome Road" (vidéo) 3."Blue Skies" (The Don Shirley Trio" (vidéo) 4."Make the First Move" (Kris Bowers)" (vidéo) |
| 22   | • Follow The Leader,                                                | Jonathan Hay, Benny Reid & Mike Smith         | 2019 • Hay, Reid & Smith / Fat Beats Distribution SAH 001CD Jazz contemporain, Jazz hip hop Nouvel album original (featuring the music of Eric B. & Rakim : Follow the Leader (album d'Eric B. & Rakim). | "All Music" (pas de critique) "Billboard" "Forbes" |
| 23   | • Musical Prophet: The Expanded 1963 New York Studio Sessions (3CD) | Eric Dolphy                                   | 2019 • Resonance Records / Rising Jazz Stars, Inc. HCD-2035 Free jazz, Jazz post bop, Avant-garde jazz, Jazz instrumental Réédition 2 LP 33 RPM (+ 1CD "Previously Unissued Official Studio Recordings") | "All Music" "Jazz Journal" Réédition de l’album Conversations (1963) et de Iron Man (1968) avec des inédits de studio en bonus |
| 24   | • Heaven and Earth                                                  | Kamasi Washington                             | (voir classement 2018) | (voir classement 2018) |
| 25   | • Christmas At Notre Dame (concert live)                            | Arturo Sandoval                               | 2018 • Universal Music Latino Universal 002917402 Christmas Jazz, Latin pop jazz, live jazz Nouvel album de reprises                                                                                     | "All Music" (pas de critique) "University of Notre Dame" Présentation vidéo 1. Arturo Sandoval Records Christmas Album at Notre Dame. |

### Classement 2018
Ce classement est établi par le magazine de musique Billboard
| Rang de classement | Albums                                              | Auteurs                                                         | Année de sortie, Maison de disques Genre musical et Type d’album | Notations du disque par la critique Singles de l’album |
| ------------------ | --------------------------------------------------- | --------------------------------------------------------------- | ---------------------------------------------------------------- | ------------------------------------------------------ |
| 1                  | • Love Is Here To Stay                              | Tony Bennett & Diana Krall                                      |                                                                  |                                                        |
| 2                  | • Both Directions At Once: The Lost Album           | John Coltrane                                                   |                                                                  |                                                        |
| 3                  | • Ultimate Christmas                                | Frank Sinatra                                                   |                                                                  |                                                        |
| 4                  | • My Way                                            | Willie Nelson                                                   |                                                                  |                                                        |
| 5                  | • You're Driving Me Crazy                           | Van Morrison And Joey DeFrancesco                               |                                                                  |                                                        |
| 6                  | • Versatile                                         | Van Morrison                                                    |                                                                  |                                                        |
| 7                  | • In The Blue Light                                 | Paul Simon                                                      |                                                                  |                                                        |
| 8                  | • The Christmas Wish                                | Herb Alpert                                                     |                                                                  |                                                        |
| 9                  | • Heaven and Earth                                  | Kamasi Washington                                               |                                                                  |                                                        |
| 10                 | • 20th Anniversary Christmas                        | Dave Koz And Friends                                            |                                                                  |                                                        |
| 11                 | • Honestly                                          | Boney James                                                     | (voir classement 2017)                                           | (voir classement 2017)                                 |
| 12                 | • Turn Up The Quiet                                 | Diana Krall                                                     | (voir classement 2017)                                           | (voir classement 2017)                                 |
| 13                 | • Harmony of Difference                             | Kamasi Washington                                               | (voir classement 2017)                                           | (voir classement 2017)                                 |
| 14                 | • Standards                                         | Seal                                                            |                                                                  |                                                        |
| 15                 | • Dave Koz And Friends: Summer Horns II From A To Z | Dave Koz/Gerald Albright/Rick Braun/Richard Elliot/Aubrey Logan |                                                                  |                                                        |
| 16                 | • Colors Of Love                                    | Brian Culbertson                                                |                                                                  |                                                        |
| 17                 | • The Final Tour: Copenhagen, March 24, 1960        | Miles Davis & John Coltrane                                     |                                                                  |                                                        |
| 18                 | • The Final Tour: The Bootleg Series, Vol. 6        | Miles Davis & John Coltrane                                     |                                                                  |                                                        |
| 19                 | • Soul Side Of Town                                 | Tower of Power                                                  |                                                                  |                                                        |
| 20                 | • Hollywood Africans                                | Jon Batiste                                                     |                                                                  |                                                        |
| 21                 | • Nat "King" Cole & Me                              | Gregory Porter                                                  |                                                                  |                                                        |
| 22                 | • Laid Black                                        | Marcus Miller                                                   |                                                                  |                                                        |
| 23                 | • Ranky Tanky                                       | Ranky Tanky                                                     |                                                                  |                                                        |
| 24                 | • Vanished Gardens                                  | Charles Lloyd & The Marvels + Lucinda Williams                  |                                                                  |                                                        |
| 25                 | • MMIII                                             | Tadric Jermaine                                                 | (voir classement 2017)                                           | (voir classement 2017)                                 |

### Classement 2017
Ce classement est établi par le magazine de musique Billboard
| Rang de classement | Albums                                                                   | Auteurs                               | Année de sortie, Maison de disques Genre musical et Type d’album | Notations du disque par la critique Singles de l’album |
| ------------------ | ------------------------------------------------------------------------ | ------------------------------------- | ---------------------------------------------------------------- | ------------------------------------------------------ |
| 1                  | • Day Breaks                                                             | Norah Jones                           | (voir classement 2016)                                           | (voir classement 2016)                                 |
| 2                  | • Turn Up The Quiet                                                      | Diana Krall                           |                                                                  |                                                        |
| 3                  | • Simply Christmas                                                       | Leslie Odom Jr.                       |                                                                  |                                                        |
| 4                  | • Tony Bennett Celebrates 90                                             | Tony Bennett                          |                                                                  |                                                        |
| 5                  | • Je Dis Oui!                                                            | Pink Martini                          |                                                                  |                                                        |
| 6                  | • Parking Lot Symphony                                                   | Trombone Shorty                       |                                                                  |                                                        |
| 7                  | • The Art Of Elegance                                                    | Kristin Chenoweth                     | (voir classement 2016)                                           | (voir classement 2016)                                 |
| 8                  | • Take Me to the Alley                                                   | Gregory Porter                        | (voir classement 2016)                                           | (voir classement 2016)                                 |
| 9                  | • BEL Hommage                                                            | Patti LaBelle                         |                                                                  |                                                        |
| 10                 | • Honestly                                                               | Boney James                           |                                                                  |                                                        |
| 11                 | • The Essentials                                                         | Scott Bradlee's Postmodern Jukebox    |                                                                  |                                                        |
| 12                 | • MMIII                                                                  | Tadric Jermaine                       |                                                                  |                                                        |
| 13                 | • Christmas With Jon Batiste                                             | Jon Batiste                           |                                                                  |                                                        |
| 14                 | • The Way Of A Woman                                                     | Jan Daley                             |                                                                  |                                                        |
| 15                 | • Harmony of Difference                                                  | Kamasi Washington                     |                                                                  |                                                        |
| 16                 | • Evolution Of A Winner                                                  | Syreeta Thompson Trumpetlady          |                                                                  |                                                        |
| 17                 | • Let It Go                                                              | Norman Brown                          |                                                                  |                                                        |
| 18                 | • Hudson                                                                 | DeJohnette/Grenadier/Medeski/Scofield |                                                                  |                                                        |
| 19                 | • Leslie Odom, Jr.                                                       | Leslie Odom Jr.                       | (voir classement 2016)                                           | (voir classement 2016)                                 |
| 20                 | • Summertime: Willie Nelson Sings Gershwin                               | Willie Nelson                         | (voir classement 2016)                                           | (voir classement 2016)                                 |
| 21                 | • Groovin’                                                               | Peter White                           |                                                                  |                                                        |
| 22                 | • Love Is A Battlefield                                                  | Maysa                                 |                                                                  |                                                        |
| 23                 | • Les Liaisons Dangereuses                                               | Thelonious Monk                       |                                                                  |                                                        |
| 24                 | • Truth, Liberty & Soul: Live In NYC: The Complete 1982 NPR Jazz Alive!… | Jaco Pastorius                        |                                                                  |                                                        |
| 25                 | • Chris Thile & Brad Mehldau                                             | Chris Thile & Brad Mehldau            |                                                                  |                                                        |

### Classement 2016
Ce classement est établi par le magazine de musique Billboard
|  |  |  |  |

| Rang de classement | Albums                                                        | Auteurs                                                        | Année de sortie, Maison de disques Genre musical et Type d’album                                                                                   | Notations du disque par la critique Singles de l’album                                                                                                |
| ------------------ | ------------------------------------------------------------- | -------------------------------------------------------------- | --- | --- |
| 1                  | • Ultimate Sinatra                                            | Frank Sinatra                                                  | (voir classement 2015) | (voir classement 2015) |
| 2                  | • Day Breaks                                                  | Norah Jones                                                    | 2016 • Blue Note Records Jazz contemporain, jazz vocal Nouvel album original                                                                       | "All Music" "Mojo" Extraits en version single 1. Carry On 2. Flipside 3. Tragedy                                                                      |
| 3                  | • Cheek To Cheek                                              | Tony Bennett & Lady Gaga                                       | (voir classement 2014) | (voir classement 2014) |
| 4                  | • Summertime : Willie Nelson Sings Gershwin                   | Willie Nelson (inclus 2 duos avec Cyndi Lauper et Sheryl Crow) | 2016 • Legacy Recordings Country, Jazz traditionnel Nouvel album de reprises                                                                       | "All Music" "Country Music News" Extraits en version single 1."Summertime" 2."Embraceable You" avec Sheryl Crow                                       |
| 5                  | • Christmas With Friends                                      | India.Arie & Joe Sample                                        | 2015 • Motown Records Universal / Soulbird Music B 002147502 Jazz Christmas, jazz soul Nouvel album de reprises                                    | "All Music" "Soul Tracks" |
| 6                  | • My Favorite Things                                          | Joey Alexander                                                 | (Voir classement 2015) | (Voir classement 2015) |
| 7                  | • The Epic                                                    | Kamasi Washington                                              | (voir classement 2015) | (voir classement 2015) |
| 8                  | • Take Me to the Alley                                        | Gregory Porter                                                 | 2016 • Blue Note Records 4781443 Jazz contemporain Nouvel album original                                                                           | "All Music" "All About Jazz" Extraits en version single et single vidéo 1."Holding On" 2."Don't Lose Your Steam" 3."Consequence of Love" 4."Insanity" |
| 9                  | • The Art Of Elegance                                         | Kristin Chenoweth                                              | 2016 • Concord Records 00148 Jazz traditionnel, jazz vocal Nouvel album de reprises                                                                | "All Music" "Barnes and Noble" Extraits en version single 1."The Very Thought of You" 2."Smile"                                                       |
| 10                 | • Emily's D+Evolution                                         | Esperanza Spalding                                             | 2016 • Concord Records CRE-39146-02 Jazz contemporain Nouvel album original                                                                        | "All Music" All About Jazz" Extraits en version single vidéo 1."One"                                                                                  |
| 11                 | • The Silver Lining : The Music Of Jerome Kern                | Tony Bennett & Bill Charlap                                    | (voir classement 2015) | (voir classement 2015) |
| 12                 | • Bye Bye Blackbird (EP)                                      | Frank Catalano, Jimmy Chamberlin, David Sanborn                | 2016 • Ropeadope Records 54278 Jazz contemporain Nouvel album original                                                                             | "All Music" All About Jazz" |
| 13                 | • God's Gonna Cut You Down (EP)                               | Frank Catalano, Jimmy Chamberlin                               | 2015 • Ropeadope Records Blue Jazz BJ 3434 Jazz contemporain Nouvel album original                                                                 | "Jazz Hot" (Voir No 674) |
| 14                 | • Ultimate Sinatra : The Centennial Collection (Coffret 4 CD) | Frank Sinatra                                                  | (Voir Classement 2015) | (Voir Classement 2015) |
| 15                 | • Leslie Odom, Jr.                                            | Leslie Odom Jr.                                                | 2016 • S-Curve Records 538211 Smooth Jazz Nouvel album de reprises                                                                                 | "All Music" |
| 16                 | • Futuresoul                                                  | Boney James                                                    | (voir classement 2015) | (voir classement 2015) |
| 17                 | • A Very Swingin' Basie Christmas!                            | The Count Basie Orchestra directed by Scotty Barnhart          | 2015 • CD Concord Jazz Records CJA 38450 02 Jazz classique, christmas jazz Nouvel album de reprises                                                | "All Music" |
| 18                 | • Wallflower (en)                                             | Diana Krall                                                    | (voir classement 2015) | (voir classement 2015) |
| 19                 | • American Tunes                                              | Allen Toussaint                                                | 2016 • CD Nonesuch Records / Warner 554644-2 Jazz Funk, Jazz soul, Blues Nouvel album de reprises + 1 composition originale                        | "All Music" "All About Jazz" Album posthume |
| 20                 | • No One Ever Tells You                                       | Seth MacFarlane                                                | 2016 • CD Republic Records / Universal B0024147-02 Jazz Fusion, Jazz rock, Progressive Rock Nouvel album de reprises                               | "All Music" "Amazon" Extraits en version single 1."The One I Love (Belongs To Somebody Else)"                                                         |
| 21                 | • Culcha Vulcha                                               | Snarky Puppy                                                   | 2016 • CD GroundUP Music / Universal B0024857-02 Jazz Fusion, Jazz rock, Progressive Rock Nouvel album original                                    | "All Music" "Forces Parallèles" |
| 22                 | • Everything's Beautiful                                      | Miles Davis & Robert Glasper                                   | 2016 • CD Blue Note Records / Columbia 88875157812 Jazz Funk, Jazz soul, Jazz deep house Nouvel album original                                     | "All Music" "All About jazz" |
| 23                 | • Silver                                                      | Fourplay                                                       | 2016 • CD Heads Up International /Concord Music Group HUI-36688-02 Smooth Jazz, Jazz contemporain Nouvel album original                            | "Amazon" "All About Jazz" |
| 24                 | • ArtScience                                                  | Robert Glasper Experiment                                      | 2016 • CD Blue Note Records / Capitol Music Group B0025411-02 Jazz rap, Jazz expérimental Nouvel album original                                    | "All Music" "The Guardian" Extraits en version single 1."Find You" 2."Day to day" 3."Thinking About You"                                              |
| 25                 | • A Voice On Air: 1935-1955 (Coffret 4CD)                     | Frank Sinatra                                                  | 2015 • 4CD Columbia / Sony Music 88875099712 Jazz traditionnel, Jazz vocal, crooner Compilation d’enregistrements 78 RPM restaurés et remasterisés | "All Music" Critique "The Second Disc" Compilation de 107 titres"                                                                                     |

### Classement 2015
Ce classement est établi par le magazine de musique Billboard.
| Rang de classement | Albums                                                                        | Auteurs                                                        | Année de sortie, Maison de disques Genre musical et Type d’album                                                                                    | Notations du disque par la critique Singles de l’album |
| ------------------ | ----------------------------------------------------------------------------- | -------------------------------------------------------------- | --- | --- |
| 1                  | • Cheek To Cheek                                                              | Tony Bennett & Lady Gaga                                       | (voir classement 2014) | (voir classement 2014) |
| 2                  | • Wallflower (en)                                                             | Diana Krall                                                    | 2015 • Verve Records B0023933-02 Jazz classique, Jazz Vocal Nouvel album de reprises + 1 titre original                                             | "All Music" "Rolling Stone" Extraits en version single 1."Don't Dream It's Over" 2."If I Take You Home Tonight" 3."Desperado"                                  |
| 3                  | • Nostalgia                                                                   | Annie Lennox                                                   | (voir classement 2014) | (voir classement 2014) |
| 4                  | • Ultimate Sinatra                                                            | Frank Sinatra                                                  | 2015 • Capitol Records/ Signature Sinatra B0022437-02 Jazz traditionnel Compilation 24 titres + 1 titre bonus                                       | "All Music" "All About Jazz" |
| 5                  | • Holiday For Swing!                                                          | Seth MacFarlane                                                | 2014 • Republic Records/ Universal B0021839-02 Pop jazz, Christmas jazz songs Nouvel album de reprises + 1 titre original                           | "All Music" "Los Angeles Times" Extraits en version single 1."I'll Be Home for Christmas" (2014) 2."Baby, It's Cold Outside" (2014)                            |
| 6                  | • Futuresoul                                                                  | Boney James                                                    | 2015 • Concord Records CRE-36831-02 Jazz contemporain Nouvel album original                                                                         | "All Music" "All About Jazz" Extraits en version single video 1."Drumline" 2."Fortuneteller" 3."Either Way (feat. Stokley)"                                    |
| 7                  | • Whiplash                                                                    | (Bande originale du film) Justin Hurwitz, Tim Simonec & Others | 2014 • Varèse Sarabande Records VSD-7286 Jazz live, BO de film Nouvel album original                                                                | "All Music" "Amazon" (moyenne de 348 avis) Extraits en version single 1."Caravan" 2."Whiplash"                                                                 |
| 8                  | • Dave Koz & Friends: The 25th Of December                                    | Dave Koz                                                       | | |
| 9                  | • Brazilian Nights                                                            | Kenny G                                                        | 2015 • Concord Records CRE-35106-02 Smooth Jazz, Latin jazz Nouvel album original                                                                   | "All Music" |
| 10                 | • The Epic (3 CD)                                                             | Kamasi Washington                                              | 2015 • Brainfeeder Records BFDNL050 Jazz funk, Soul jazz, fusion, jazz contemporain Nouvel album original                                           | "All Music" "All About Jazz" |
| 11                 | • Ultimate Sinatra : The Centennial Collection (Coffret 4 CD)                 | Frank Sinatra                                                  | 2015 • Capitol Records / Signature Sinatra B0022436-02 Jazz traditionnel Compilation 100 titres                                                     | "All Music" "All About Jazz" |
| 12                 | • The Silver Lining: The Music Of Jerome Kern                                 | Tony Bennett & Bill Charlap                                    | 2015 • Columbia Records/Sony Music 88875145742 Jazz traditionnel Nouvel album de reprises                                                           | "All Music" "All About Jazz" 52e album studio - Extraits en version single 1."Look For The Silver Lining" (clip live) 2."The Way You Look Tonight" (clip live) |
| 13                 | • Fascinating Gershwin: Landmark Performances From The Gershwin Songbook      | (Compilation d’artistes variés)                                | 2014 • Starbucks Coffee / Universal Music Special Markets B0022226-02 / SJBQ414PKG-00936 Jazz traditionnel Compilation 1950–1969 (Limited Edition). | "Discogs" "The Second Disc" |
| 14                 | • Sco-Mule (2CD Live)                                                         | Gov't Mule Featuring John Scofield                             | 2015 • Evil Teen / Provogue , Mascot Label Group 651751-1221-2 / PRD 7449 2 Jazz rock, Blues, Live Nouvel album en concert (live)                   | "All Music" "All About Jazz" |
| 15                 | • Currency Of Man                                                             | Melody Gardot                                                  | | |
| 16                 | • My Favorite Things                                                          | Joey Alexander                                                 | 2015 • Motéma Music MTA-CD-171 Jazz traditionnel, jazz vocal Nouvel album de reprises + 1 composition originale                                     | "All Music" (user’s ratings) "Télérama" ƒƒƒ et |
| 17                 | • Coming Forth By Day                                                         | Cassandra Wilson                                               | | |
| 18                 | • Blue Note Blend                                                             | (Compilation d’artistes variés)                                | | |
| 19                 | • The Classic Christmas Album                                                 | Frank Sinatra                                                  | | |
| 20                 | • Historical Misappropriation                                                 | Scott Bradlee's Postmodern Jukebox                             | | |
| 21                 | • The Complete Concert By The Sea: Recorded Live In Carmel, CA Sept. 19, 1955 | Erroll Garner                                                  | | |
| 22                 | • Robert Glasper: Covered, Recorded Live At Capitol Studios                   | The Robert Glasper Trio                                        | | |
| 23                 | • Sylva                                                                       | Snarky Puppy & Metropole Orkest                                | | |
| 24                 | • Afrodeezia                                                                  | Marcus Miller                                                  | | |
| 25                 | • Back 2 Love                                                                 | Maysa                                                          | (voir classement 2013) | (voir classement 2013) |

## Classement des 50 meilleures ventes d’albums Jazz aux États-Unis (jusqu’à 2014)

### Classement 2014
Ce classement est établi par le magazine de musique Billboard.
| Rang de classement | Albums                                                                 | Auteurs                                             | Année de sortie, Maison de disques Genre musical et Type d’album                                     | Notations du disque par la critique Singles de l’album                                                      |
| ------------------ | ---------------------------------------------------------------------- | --------------------------------------------------- | --- | --- |
| 1                  | • Cheek To Cheek                                                       | Tony Bennett & Lady Gaga                            | 2014 • Interscope Records et Columbia Records Jazz traditionnel, jazz vocal Nouvel album de reprises | "All Music" "Billboard" Extraits en version single 1."Anything Goes" 2."I Can't Give You Anything but Love" |
| 2                  | • To Be Loved                                                          | Michael Bublé                                       | (voir classement 2013)                                                                               | (voir classement 2013)                                                                                      |
| 3                  | • Nostalgia                                                            | Annie Lennox                                        | | |
| 4                  | • Black Radio 2                                                        | Robert Glasper Experiment                           | (voir classement 2013)                                                                               | (voir classement 2013)                                                                                      |
| 5                  | • Sinatra: Best Of Duets                                               | Frank Sinatra                                       | | |
| 6                  | • Liquid Spirit                                                        | Gregory Porter                                      | (voir classement 2013)                                                                               | (voir classement 2013)                                                                                      |
| 7                  | • Icon Christmas: Frank Sinatra                                        | Frank Sinatra                                       | | |
| 8                  | • Icon: Christmas With The Rat Pack                                    | The Rat Pack                                        | | |
| 9                  | • Kin (↔)                                                              | Pat Metheny Unity Group                             | | |
| 10                 | • Women Of Jazz                                                        | (Compilation d’artistes variés)                     | | |
| 11                 | • Every Man Should Know                                                | Harry Connick, Jr.                                  | | |
| 12                 | • Another Long Night Out                                               | Brian Culbertson                                    | | |
| 13                 | • Icon: Frank Sinatra                                                  | Frank Sinatra                                       | | |
| 14                 | • When Jazz Meets Guitar                                               | (Compilation d’artistes variés)                     | | |
| 15                 | • The Cocktail Hour                                                    | (Compilation d’artistes variés)                     | | |
| 16                 | • Twist Is The New Twerk                                               | Scott Bradlee's Postmodern Jukebox                  | | |
| 17                 | • Get Happy                                                            | Pink Martini                                        | (voir classement 2013)                                                                               | (voir classement 2013)                                                                                      |
| 18                 | • Last Dance                                                           | Keith Jarrett / Charlie Haden                       | | |
| 19                 | • Dave Koz And Friends: Summer Horns                                   | Dave Koz/Gerald Albright/Mindi Abair/Richard Elliot | (voir classement 2013)                                                                               | (voir classement 2013)                                                                                      |
| 20                 | • The Classics                                                         | Tony Bennett                                        | | |
| 21                 | • Sinatra: Duets: Twentieth Anniversary (Deluxe Edition)               | Frank Sinatra                                       | | |
| 22                 | • My Old Friend: Celebrating George Duke                               | Al Jarreau                                          | | |
| 23                 | • Womanchild                                                           | Cécile McLorin Salvant                              | (voir classement 2013)                                                                               | (voir classement 2013)                                                                                      |
| 24                 | • Say That To Say This                                                 | Trombone Shorty                                     | (voir classement 2013)                                                                               | (voir classement 2013)                                                                                      |
| 25                 | • Beautiful Life                                                       | Dianne Reeves                                       | | |
| 26                 | • The Beat                                                             | Boney James                                         | | |
| 27                 | • Nathan East                                                          | Nathan East                                         | | |
| 28                 | • Ske-Dat-De-Dat: The Spirit Of Satch                                  | Dr. John                                            | | |
| 29                 | • We Like It Here                                                      | Snarky Puppy                                        | | |
| 30                 | • The Jazzmasters VII                                                  | Paul Hardcastle                                     | | |
| 31                 | • Sinatra With Love                                                    | Frank Sinatra                                       | | |
| 32                 | • Lady Day At Emerson's Bar & Grill (Original Broadway Cast Recording) | Audra McDonald                                      | | |
| 33                 | • Euphoria                                                             | Will Downing                                        | | |
| 34                 | • Slam Dunk                                                            | Gerald Albright                                     | | |
| 35                 | • Got 2 Be Groovin                                                     | Euge Groove                                         | | |
| 36                 | • Historical Misappropriation                                          | Scott Bradlee's Postmodern Jukebox                  | | |
| 37                 | • Map To The Treasure: Reimagining Laura Nyro                          | Billy Childs                                        | | |
| 38                 | • Lip Service                                                          | Richard Elliot                                      | | |
| 39                 | • Wild Heart                                                           | Mindi Abair                                         | | |
| 40                 | • Icon: The Rat Pack                                                   | The Rat Pack                                        | | |
| 41                 | • Loopified                                                            | Dirty Loops                                         | | |
| 42                 | • Can You Feel It                                                      | Rick Braun                                          | | |
| 43                 | • Jazz Funk Soul                                                       | Jazz Funk Soul                                      | | |
| 44                 | • That's It!                                                           | Preservation Hall Jazz Band                         | (voir classement 2013)                                                                               | (voir classement 2013)                                                                                      |
| 45                 | • Southern Comfort                                                     | Regina Carter                                       | | |
| 46                 | • Soul Quest                                                           | Keiko Matsui                                        | | |
| 47                 | • Fountain Of Youth                                                    | The Rippingtons Featuring Russ Freeman              | | |
| 48                 | • Blue Velvet Soul                                                     | Maysa                                               | (voir classement 2013)                                                                               | (voir classement 2013)                                                                                      |
| 49                 | • Miles at the Fillmore: Miles Davis 1970 - The Bootleg Series Vol. 3  | Miles Davis                                         | | |
| 50                 | • Social Music                                                         | Jon Batiste And Stay Human                          | | |

### Classement 2013
Ce classement est établi par le magazine de musique Billboard.
| Rang de classement | Albums                                                  | Auteurs                                                                        | Année de sortie, Maison de disques Genre musical et Type d’album | Notations du disque par la critique Singles de l’album |
| ------------------ | ------------------------------------------------------- | ------------------------------------------------------------------------------ | ---------------------------------------------------------------- | ------------------------------------------------------ |
| 1                  | • To Be Loved                                           | Michael Bublé                                                                  |                                                                  |                                                        |
| 2                  | • Viva Duets                                            | Tony Bennett                                                                   | (voir classement 2012)                                           | (voir classement 2012)                                 |
| 3                  | • Glad Rag Doll                                         | Diana Krall                                                                    | (voir classement 2012)                                           | (voir classement 2012)                                 |
| 4                  | • Sinatra : Best Of The Best                            | Frank Sinatra                                                                  | (voir classement 2012)                                           | (voir classement 2012)                                 |
| 5                  | • Every Man Should Know                                 | Harry Connick, Jr.                                                             |                                                                  |                                                        |
| 6                  | • The Classic Christmas Album                           | Kenny G                                                                        |                                                                  |                                                        |
| 7                  | • The Beat                                              | Boney James                                                                    |                                                                  |                                                        |
| 8                  | • The Blue Room                                         | Madeleine Peyroux                                                              |                                                                  |                                                        |
| 9                  | • Duets II                                              | Tony Bennett                                                                   | (voir classement 2012)                                           | (voir classement 2012)                                 |
| 10                 | • Dave Koz And Friends: Summer Horns                    | Dave Koz/Gerald Albright/Mindi Abair/Richard Elliot                            |                                                                  |                                                        |
| 11                 | • Impressions                                           | Chris Botti                                                                    |                                                                  |                                                        |
| 12                 | • As Time Goes By : Great American Songbook Classics    | Tony Bennett                                                                   |                                                                  |                                                        |
| 13                 | • Natalie Cole En Espanol                               | Natalie Cole                                                                   |                                                                  |                                                        |
| 14                 | • Black Radio 2                                         | Robert Glasper Experiment                                                      |                                                                  |                                                        |
| 15                 | • Kisses on the Bottom                                  | Paul McCartney                                                                 | (voir classement 2012)                                           | (voir classement 2012)                                 |
| 16                 | • Bennett/Brubeck : The White House Sessions, Live 1962 | Tony Bennett / Dave Brubeck                                                    |                                                                  |                                                        |
| 17                 | • DreamWeaver                                           | George Duke                                                                    |                                                                  |                                                        |
| 18                 | • In Love... With Cole Porter                           | (Compilation d’artistes variés)                                                |                                                                  |                                                        |
| 19                 | • Radio Music Society                                   | Esperanza Spalding                                                             | (voir classement 2012)                                           | (voir classement 2012)                                 |
| 20                 | • In Grand Company                                      | Duke Ellington                                                                 |                                                                  |                                                        |
| 21                 | • Black Radio                                           | Robert Glasper Experiment                                                      | (voir classement 2012)                                           | (voir classement 2012)                                 |
| 22                 | • Get Happy                                             | Pink Martini                                                                   |                                                                  |                                                        |
| 23                 | • Caution                                               | Andre Ward                                                                     |                                                                  |                                                        |
| 24                 | • Way Down Low                                          | Kat Edmonson                                                                   | (voir classement 2012)                                           | (voir classement 2012)                                 |
| 25                 | • Sentimental Journey                                   | Emmy Rossum                                                                    |                                                                  |                                                        |
| 26                 | • Inspiration: A Tribute To Nat King Cole               | George Benson                                                                  |                                                                  |                                                        |
| 27                 | • Paul Hardcastle: VII                                  | Paul Hardcastle                                                                |                                                                  |                                                        |
| 28                 | • Dreams                                                | Brian Culbertson                                                               |                                                                  |                                                        |
| 29                 | • A Time For Love                                       | Jeffrey Osborne                                                                |                                                                  |                                                        |
| 30                 | • No Beginning No End                                   | José James                                                                     |                                                                  |                                                        |
| 31                 | • Liquid Spirit                                         | Gregory Porter                                                                 |                                                                  |                                                        |
| 32                 | • That's It!                                            | Preservation Hall Jazz Band                                                    |                                                                  |                                                        |
| 33                 | • Say That To Say This                                  | Trombone Shorty                                                                |                                                                  |                                                        |
| 34                 | • The Jazz Age                                          | The Bryan Ferry Orchestra                                                      |                                                                  |                                                        |
| 35                 | • Human Nature                                          | bwb                                                                            |                                                                  |                                                        |
| 36                 | • Midnight In Paris                                     | Bande originale de film                                                        |                                                                  |                                                        |
| 37                 | • Womanchild                                            | Cécile McLorin Salvant                                                         |                                                                  |                                                        |
| 38                 | • House Of Groove                                       | Euge Groove                                                                    | (voir classement 2012)                                           | (voir classement 2012)                                 |
| 39                 | • Blue Velvet Soul                                      | Maysa                                                                          |                                                                  |                                                        |
| 40                 | • Be Good                                               | Gregory Porter                                                                 | (voir classement 2012)                                           | (voir classement 2012)                                 |
| 41                 | • Without a Net                                         | The Wayne Shorter Quartet Featuring Danilo Perez, John Patitucci & Brian Blade |                                                                  |                                                        |
| 42                 | • HandPicked                                            | Earl Klugh                                                                     |                                                                  |                                                        |
| 43                 | • Grace And Mercy                                       | Jonathan Butler                                                                |                                                                  |                                                        |
| 44                 | • Rattle Them Bones                                     | Big Bad Voodoo Daddy                                                           | (voir classement 2012)                                           | (voir classement 2012)                                 |
| 45                 | • Smokey Mary                                           | Harry Connick, Jr.                                                             |                                                                  |                                                        |
| 46                 | • Esprit de Four                                        | Fourplay                                                                       | (voir classement 2012)                                           | (voir classement 2012)                                 |
| 47                 | • 24/7                                                  | Gerald Albright / Norman Brown                                                 | (voir classement 2012)                                           | (voir classement 2012)                                 |
| 48                 | • It's Magic: The Songs Of Sammy Cahn                   | Steve Tyrell                                                                   |                                                                  |                                                        |
| 49                 | • Spirityouall                                          | Bobby McFerrin                                                                 |                                                                  |                                                        |
| 50                 | • Somewhere                                             | Keith Jarrett, Gary Peacock, Jack DeJohnette                                   |                                                                  |                                                        |

### Classement 2012
Ce classement est établi par le magazine de musique Billboard.
| Rang de classement | Albums                                            | Auteurs                                                  | Année de sortie, Maison de disques Genre musical et Type d’album | Notations du disque par la critique Singles de l’album |
| ------------------ | ------------------------------------------------- | -------------------------------------------------------- | ---------------------------------------------------------------- | ------------------------------------------------------ |
| 1                  | • Christmas                                       | Michael Bublé                                            |                                                                  |                                                        |
| 2                  | • Duets II                                        | Tony Bennett                                             | (voir classement 2011)                                           | (voir classement 2011)                                 |
| 3                  | • Kisses on the Bottom                            | Paul McCartney                                           |                                                                  |                                                        |
| 4                  | • Sinatra : Best Of The Best                      | Frank Sinatra                                            |                                                                  |                                                        |
| 5                  | • That's Life                                     | Landau Eugene Murphy, Jr.                                |                                                                  |                                                        |
| 6                  | • Radio Music Society                             | Esperanza Spalding                                       |                                                                  |                                                        |
| 7                  | • Glad Rag Doll                                   | Diana Krall                                              |                                                                  |                                                        |
| 8                  | • Black Radio                                     | Robert Glasper Experiment                                |                                                                  |                                                        |
| 9                  | • Viva Duets                                      | Tony Bennett                                             |                                                                  |                                                        |
| 10                 | • Impressions                                     | Chris Botti                                              |                                                                  |                                                        |
| 11                 | • The Classic Christmas Album                     | Tony Bennett                                             |                                                                  |                                                        |
| 12                 | • Midnight In Paris                               | Bande originale de film                                  |                                                                  |                                                        |
| 13                 | • The Absence                                     | Melody Gardot                                            |                                                                  |                                                        |
| 14                 | • For True                                        | Trombone Shorty                                          | (voir classement 2011)                                           | (voir classement 2011)                                 |
| 15                 | • Retrospective                                   | Pink Martini                                             |                                                                  |                                                        |
| 16                 | • The Very Best Of The Rat Pack                   | The Rat Pack                                             | (voir classement 2011)                                           | (voir classement 2011)                                 |
| 17                 | • Dreams                                          | Dreams                                                   |                                                                  |                                                        |
| 18                 | • Contact                                         | Boney James                                              |                                                                  |                                                        |
| 19                 | • Unity Band                                      | Pat Metheny, Chris Potter, Ben Williams, Antonio Sánchez |                                                                  |                                                        |
| 20                 | • Here We Go                                      | Peter White                                              |                                                                  |                                                        |
| 21                 | • 24/7                                            | Gerald Albright / Norman Brown                           |                                                                  |                                                        |
| 22                 | • Renaissance                                     | Marcus Miller                                            |                                                                  |                                                        |
| 23                 | • Carnivale Electricos                            | Galactic                                                 |                                                                  |                                                        |
| 24                 | • Be Good                                         | Gregory Porter                                           |                                                                  |                                                        |
| 25                 | • Ultimate Christmas                              | Dave Koz                                                 |                                                                  |                                                        |
| 26                 | • The Smooth Side Of Soul                         | Najee                                                    |                                                                  |                                                        |
| 27                 | • 1969                                            | Pink Martini & Saori Yuki                                |                                                                  |                                                        |
| 28                 | • I'll Take Romance                               | Steve Tyrell                                             |                                                                  |                                                        |
| 29                 | • Motions Of Love                                 | Maysa                                                    |                                                                  |                                                        |
| 30                 | • Music Is Better Than Words                      | Seth MacFarlane                                          | (voir classement 2011)                                           | (voir classement 2011)                                 |
| 31                 | • Way Down Low                                    | Kat Edmonson                                             |                                                                  |                                                        |
| 32                 | • Rio                                             | Keith Jarrett                                            |                                                                  |                                                        |
| 33                 | • Duets: An American Classic & Duets II           | Tony Bennett                                             |                                                                  |                                                        |
| 34                 | • The Duke                                        | Joe Jackson                                              |                                                                  |                                                        |
| 35                 | • Guitar Man                                      | George Benson                                            | (voir classement 2011)                                           | (voir classement 2011)                                 |
| 36                 | • Breakin' The Rules                              | Rahni Song                                               |                                                                  |                                                        |
| 37                 | • Esprit de Four                                  | Fourplay                                                 |                                                                  |                                                        |
| 38                 | • Another Country                                 | Cassandra Wilson Featuring Fabrizio Sotti                |                                                                  |                                                        |
| 39                 | • Isn't It Romantic?                              | Tony Bennett                                             |                                                                  |                                                        |
| 40                 | • Rattle Them Bones                               | Big Bad Voodoo Daddy                                     |                                                                  |                                                        |
| 41                 | • Built To Last                                   | The Rippingtons Featuring Russ Freeman                   |                                                                  |                                                        |
| 42                 | • Come Sunday                                     | Charlie Haden / Hank Jones                               |                                                                  |                                                        |
| 43                 | • LIVE In Europe 1967: Best Of The Bootleg Vol. 1 | The Miles Davis Quintet                                  |                                                                  |                                                        |
| 44                 | • House Of Groove                                 | Euge Groove                                              | (voir classement 2011)                                           | (voir classement 2011)                                 |
| 45                 | • The Chill Lounge: Volume 1                      | Paul Hardcastle                                          |                                                                  |                                                        |
| 46                 | • The Wayman Tisdale Story                        | Wayman Tisdale                                           |                                                                  |                                                        |
| 47                 | • Surreal                                         | Incognito                                                |                                                                  |                                                        |
| 48                 | • Rocket Science                                  | Bela Fleck & The Flecktones                              | (voir classement 2011)                                           | (voir classement 2011)                                 |
| 49                 | • Chamber Music Society                           | Esperanza Spalding                                       | (voir classement 2010)                                           | (voir classement 2010)                                 |
| 50                 | • Romance Language                                | Kirk Whalum                                              |                                                                  |                                                        |

### Classement 2011
Ce classement est établi par le magazine de musique Billboard.
| Rang de classement | Albums                                                    | Auteurs                                                    | Année de sortie, Maison de disques Genre musical et Type d’album | Notations du disque par la critique Singles de l’album |
| ------------------ | --------------------------------------------------------- | ---------------------------------------------------------- | ---------------------------------------------------------------- | ------------------------------------------------------ |
| 1                  | • Duets II                                                | Tony Bennett                                               |                                                                  |                                                        |
| 2                  | • Christmas                                               | Michael Bublé                                              |                                                                  |                                                        |
| 3                  | • Crazy Love                                              | Michael Bublé                                              | (voir classement 2009)                                           | (voir classement 2009)                                 |
| 4                  | • Joy To The World                                        | Pink Martini                                               |                                                                  |                                                        |
| 5                  | • Hollywood: The Deluxe (EP)                              | Michael Bublé                                              | (voir classement 2010)                                           | (voir classement 2010)                                 |
| 6                  | • Chamber Music Society                                   | Esperanza Spalding                                         | (voir classement 2010)                                           | (voir classement 2010)                                 |
| 7                  | • Contact                                                 | Boney James                                                |                                                                  |                                                        |
| 8                  | • Christmas With The Rat Pack                             | The Rat Pack (Frank Sinatra, Dean Martin & Sammy Davis Jr) |                                                                  |                                                        |
| 9                  | • The Very Best Of The Rat Pack                           | The Rat Pack                                               |                                                                  |                                                        |
| 10                 | • Hello Tomorrow                                          | Dave Koz                                                   |                                                                  |                                                        |
| 11                 | • Backatown                                               | Trombone Shorty                                            |                                                                  |                                                        |
| 12                 | • In Concert On Broadway                                  | Harry Connick, Jr.                                         |                                                                  |                                                        |
| 13                 | • In A Bossa Nova Mood                                    | Compilation d’artistes variés                              |                                                                  |                                                        |
| 14                 | • Heart and Soul                                          | Kenny G                                                    | (voir classement 2010)                                           | (voir classement 2010)                                 |
| 15                 | • Treme: Music From The HBO Original Series: Season 1     | Bande originale de série                                   |                                                                  |                                                        |
| 16                 | • Let's Touch The Sky                                     | Fourplay                                                   |                                                                  |                                                        |
| 17                 | • Gabriel Bello                                           | Gabriel Bello                                              |                                                                  |                                                        |
| 18                 | • For True                                                | Trombone Shorty                                            |                                                                  |                                                        |
| 19                 | • What's It All About                                     | Pat Metheny                                                |                                                                  |                                                        |
| 20                 | • Class Acts Of The Vegas Strip                           | Compilation d’artistes variés                              |                                                                  |                                                        |
| 21                 | • Here We Go Again: Celebrating The Genius Of Ray Charles | Willie Nelson & Wynton Marsalis Featuring Norah Jones      |                                                                  |                                                        |
| 22                 | • XII                                                     | Brian Culbertson                                           | (voir classement 2010)                                           | (voir classement 2010)                                 |
| 23                 | • Rocket Science                                          | Bela Fleck & The Flecktones                                |                                                                  |                                                        |
| 24                 | • Cote D'Azur                                             | The Rippingtons Featuring Russ Freeman                     |                                                                  |                                                        |
| 25                 | • Your Songs                                              | Harry Connick, Jr.                                         | (voir classement 2009)                                           | (voir classement 2009)                                 |
| 26                 | • The Imagine Project                                     | Herbie Hancock                                             | (voir classement 2010)                                           | (voir classement 2010)                                 |
| 27                 | • Music Is Better Than Words                              | Seth MacFarlane                                            |                                                                  |                                                        |
| 28                 | • Love Notes                                              | Compilation d’artistes variés                              |                                                                  |                                                        |
| 29                 | • Standing On The Rooftop                                 | Madeleine Peyroux                                          |                                                                  |                                                        |
| 30                 | • Time Together                                           | Michael Franks                                             |                                                                  |                                                        |
| 31                 | • Bebop: The Sound That Transformed Jazz                  | Compilation d’artistes variés                              |                                                                  |                                                        |
| 32                 | • S7ven Large                                             | Euge Groove                                                |                                                                  |                                                        |
| 33                 | • S.O.U.L.: Nina Simone                                   | Nina Simone                                                |                                                                  |                                                        |
| 34                 | • Splendor In The Grass                                   | Pink Martini                                               | (voir classement 2009)                                           | (voir classement 2009)                                 |
| 35                 | • Hardcastle VI                                           | Paul Hardcastle                                            |                                                                  |                                                        |
| 36                 | • The Lost And Found                                      | Gretchen Parlato                                           |                                                                  |                                                        |
| 37                 | • Guitar Man                                              | George Benson                                              |                                                                  |                                                        |
| 38                 | • Christmas With The Puppini Sisters                      | The Puppini Sisters                                        |                                                                  |                                                        |
| 39                 | • Jazzmasters VI                                          | Jazzmasters                                                | (voir classement 2010)                                           | (voir classement 2010)                                 |
| 40                 | • The Road…                                               | Keiko Matsui                                               |                                                                  |                                                        |
| 41                 | • Desire: The Ultimate Seductive Album                    | Paul Hardcastle                                            |                                                                  |                                                        |
| 42                 | • Louis Armstrong                                         | Louis Armstrong                                            |                                                                  |                                                        |
| 43                 | • I Feel You                                              | Herb Alpert & Lani Hall                                    |                                                                  |                                                        |
| 44                 | • Lee Ritenour's 6 String Theory                          | Compilation d’artistes variés                              | (voir classement 2010)                                           | (voir classement 2010)                                 |
| 45                 | • Brian Wilson Reimagines Gershwin                        | Brian Wilson                                               | (voir classement 2010)                                           | (voir classement 2010)                                 |
| 46                 | • Love Is The Answer                                      | Barbra Streisand                                           | (voir classement 2010)                                           | (voir classement 2010)                                 |
| 47                 | • Sophisticated Ladies                                    | Charlie Haden Quartet West                                 |                                                                  |                                                        |
| 48                 | • The Most Wonderful Time Of The Year                     | Take 6                                                     |                                                                  |                                                        |
| 49                 | • I'm New Here                                            | Gil Scott-Heron                                            | (voir classement 2010)                                           | (voir classement 2010)                                 |
| 50                 | • Jasmine                                                 | Keith Jarrett / Charlie Haden                              | (voir classement 2010)                                           | (voir classement 2010)                                 |

### Classement 2010
Ce classement est établi par le magazine de musique Billboard.
| Rang de classement | Albums                                                         | Auteurs                                       | Année de sortie, Maison de disques Genre musical et Type d’album | Notations du disque par la critique Singles de l’album |
| ------------------ | -------------------------------------------------------------- | --------------------------------------------- | ---------------------------------------------------------------- | ------------------------------------------------------ |
| 1                  | • Crazy Love                                                   | Michael Bublé                                 | (voir classement 2009)                                           | (voir classement 2009)                                 |
| 2                  | • Your Songs                                                   | Harry Connick Jr.                             | (voir classement 2009)                                           | (voir classement 2009)                                 |
| 3                  | • Love Is The Answer                                           | Barbra Streisand                              | (voir classement 2009)                                           | (voir classement 2009)                                 |
| 4                  | • Making Merry                                                 | (Compilation d’artistes variés)               |                                                                  |                                                        |
| 5                  | • Letters To Santa: A Holiday Musical Collection               | (Compilation d’artistes variés)               |                                                                  |                                                        |
| 6                  | • My One and Only Thrill                                       | Melody Gardot                                 | (voir classement 2009)                                           | (voir classement 2009)                                 |
| 7                  | • Hollywood : The Deluxe (EP)                                  | Michael Buble                                 |                                                                  |                                                        |
| 8                  | • Splendor In The Grass                                        | Pink Martini                                  | (voir classement 2009)                                           | (voir classement 2009)                                 |
| 9                  | • Heart and Soul                                               | Kenny G                                       |                                                                  |                                                        |
| 10                 | • The Pursuit                                                  | Jamie Cullum                                  |                                                                  |                                                        |
| 11                 | • Quiet Nights                                                 | Diana Krall                                   | (voir classement 2009)                                           | (voir classement 2009)                                 |
| 12                 | • Chris Botti : In Boston                                      | Chris Botti                                   |                                                                  |                                                        |
| 13                 | • Michael Bublé Meets Madison Square Garden                    | Michael Bublé                                 | (voir classement 2009)                                           | (voir classement 2009)                                 |
| 14                 | • Brian Wilson Reimagines Gershwin                             | Brian Wilson                                  |                                                                  |                                                        |
| 15                 | • Backatown                                                    | Trombone Shorty                               |                                                                  |                                                        |
| 16                 | • Special Delivery (EP)                                        | Michael Buble                                 |                                                                  |                                                        |
| 17                 | • The Imagine Project                                          | Herbie Hancock                                |                                                                  |                                                        |
| 18                 | • Come Rain or Come Shine                                      | Peggy Lee                                     |                                                                  |                                                        |
| 19                 | • Nikki                                                        | Nikki Yanofsky                                |                                                                  |                                                        |
| 20                 | • Christmas Jazz Jam                                           | Wynton Marsalis                               |                                                                  |                                                        |
| 21                 | • Jasmine                                                      | Keith Jarrett / Charlie Haden                 |                                                                  |                                                        |
| 22                 | • One For My Baby: Selections From The Great American Songbook | (Compilation d’artistes variés)               |                                                                  |                                                        |
| 23                 | • Preservation                                                 | Preservation Hall Jazz Band                   |                                                                  |                                                        |
| 24                 | • XII                                                          | Brian Culbertson                              |                                                                  |                                                        |
| 25                 | • Ya-Ka-May                                                    | Galactic                                      |                                                                  |                                                        |
| 26                 | • Super Hits                                                   | Kenny G                                       |                                                                  |                                                        |
| 27                 | • Orchestrion                                                  | Pat Metheny                                   |                                                                  |                                                        |
| 28                 | • The Gospel According To Jazz Chapter III                     | Kirk Whalum                                   |                                                                  |                                                        |
| 29                 | • Chamber Music Society                                        | Esperanza Spalding                            |                                                                  |                                                        |
| 30                 | • Normal As Blueberry Pie : A Tribute To Doris Day             | Nellie McKay                                  |                                                                  |                                                        |
| 31                 | • I'm New Here                                                 | Gil Scott-Heron                               |                                                                  |                                                        |
| 32                 | • Send One Your Love                                           | Boney James                                   | (voir classement 2009)                                           | (voir classement 2009)                                 |
| 33                 | • Songs From Lonely Avenue                                     | The Brian Setzer Orchestra                    | (voir classement 2009)                                           | (voir classement 2009)                                 |
| 34                 | • Sinatra : New York                                           | Frank Sinatra                                 |                                                                  |                                                        |
| 35                 | • Lee Ritenour's 6 String Theory                               | (Compilation d’artistes variés)               |                                                                  |                                                        |
| 36                 | • Good Day                                                     | Peter White                                   |                                                                  |                                                        |
| 37                 | • Jazzmasters VI                                               | Jazzmasters                                   |                                                                  |                                                        |
| 38                 | • Songs And Stories                                            | George Benson                                 | (voir classement 2009)                                           | (voir classement 2009)                                 |
| 39                 | • Mind Over Matter                                             | Najee                                         | (voir classement 2009)                                           | (voir classement 2009)                                 |
| 40                 | • VOCAbuLarieS                                                 | Bobby McFerrin                                |                                                                  |                                                        |
| 41                 | • A Woman In Love                                              | Maysa                                         |                                                                  |                                                        |
| 42                 | • Twelve Nights In Hollywood                                   | Ella Fitzgerald                               |                                                                  |                                                        |
| 43                 | • Hello Tomorrow                                               | Dave Koz                                      |                                                                  |                                                        |
| 44                 | • Sending My Love                                              | Norman Brown                                  |                                                                  |                                                        |
| 45                 | • Christmas With Sinatra And Friends                           | Frank Sinatra                                 |                                                                  |                                                        |
| 46                 | • The Complete Reprise Recordings                              | Francis Albert Sinatra & Antônio Carlos Jobim |                                                                  |                                                        |
| 47                 | • Collector's Edition : Sinatra                                | Frank Sinatra                                 |                                                                  |                                                        |
| 48                 | • So Strong                                                    | Jonathan Butler                               |                                                                  |                                                        |
| 49                 | • Vagabond                                                     | Spencer Day                                   |                                                                  |                                                        |
| 50                 | • Highway Rider                                                | Brad Mehldau                                  |                                                                  |                                                        |

### Classement 2009
Ce classement est établi par le magazine de musique Billboard.
| Rang de classement | Albums                                                                | Auteurs                                         | Année de sortie, Maison de disques Genre musical et Type d’album | Notations du disque par la critique Singles de l’album |
| ------------------ | --------------------------------------------------------------------- | ----------------------------------------------- | ---------------------------------------------------------------- | ------------------------------------------------------ |
| 1                  | • Crazy Love                                                          | Michael Bublé                                   |                                                                  |                                                        |
| 2                  | • Quiet Nights                                                        | Diana Krall                                     |                                                                  |                                                        |
| 3                  | • What A Night! A Christmas Album                                     | Harry Connick Jr.                               |                                                                  |                                                        |
| 4                  | • A Swingin' Christmas                                                | Tony Bennett Featuring The Count Basie Big Band |                                                                  |                                                        |
| 5                  | • Your Songs                                                          | Harry Connick Jr.                               |                                                                  |                                                        |
| 6                  | • Chris Botti : In Boston                                             | Chris Botti                                     |                                                                  |                                                        |
| 7                  | • Love Is The Answer                                                  | Barbra Streisand                                |                                                                  |                                                        |
| 8                  | • Seduction: Sinatra Sings Of Love                                    | Frank Sinatra                                   |                                                                  |                                                        |
| 9                  | • Michael Buble Meets Madison Square Garden                           | Michael Buble                                   |                                                                  |                                                        |
| 10                 | • Send One Your Love                                                  | Boney James                                     |                                                                  |                                                        |
| 11                 | • NBC Sounds Of The Season: The Nat King Cole Holiday Collection (EP) | Nat King Cole                                   |                                                                  |                                                        |
| 12                 | • My One And Only Thrill                                              | Melody Gardot                                   |                                                                  |                                                        |
| 13                 | • Live At The Meadowlands                                             | Frank Sinatra                                   |                                                                  |                                                        |
| 14                 | • Still Unforgettable                                                 | Natalie Cole                                    |                                                                  |                                                        |
| 15                 | • Bare Bones                                                          | Madeleine Peyroux                               |                                                                  |                                                        |
| 16                 | • Rhythm & Romance                                                    | Kenny G                                         |                                                                  |                                                        |
| 17                 | • Two Men With The Blues                                              | Willie Nelson & Wynton Marsalis                 |                                                                  |                                                        |
| 18                 | • Italia                                                              | Chris Botti                                     |                                                                  |                                                        |
| 19                 | • Tis The Season: Santa Baby: A Romantic Christmas                    | (Compilation d’artistes variés)                 |                                                                  |                                                        |
| 20                 | • Skylark                                                             | Renee Olstead                                   |                                                                  |                                                        |
| 21                 | • Esperanza                                                           | Esperanza Spalding                              |                                                                  |                                                        |
| 22                 | • The Real Thing                                                      | Vanessa Williams                                |                                                                  |                                                        |
| 23                 | • Energy                                                              | Fourplay                                        |                                                                  |                                                        |
| 24                 | • Moving Forward                                                      | Bernie Williams                                 |                                                                  |                                                        |
| 25                 | • Greatest Hits                                                       | Dave Koz                                        |                                                                  |                                                        |
| 26                 | • Jingle All The Way                                                  | Béla Fleck & The Flecktones                     |                                                                  |                                                        |
| 27                 | • Swing, Swing, Swing                                                 | (Compilation d’artistes variés)                 |                                                                  |                                                        |
| 28                 | • Songs And Stories                                                   | George Benson                                   |                                                                  |                                                        |
| 29                 | • Splendor In The Grass                                               | Pink Martini                                    |                                                                  |                                                        |
| 30                 | • Tis The Season: Deck The Halls                                      | (Compilation d’artistes variés)                 |                                                                  |                                                        |
| 31                 | • Worrisome Heart                                                     | Melody Gardot                                   |                                                                  |                                                        |
| 32                 | • Speak Low                                                           | Boz Scaggs                                      |                                                                  |                                                        |
| 33                 | • Rebound                                                             | Wayman Tisdale                                  |                                                                  |                                                        |
| 34                 | • Modern Art                                                          | The Rippingtons Featuring Russ Freeman          |                                                                  |                                                        |
| 35                 | • The Very Best of Diana Krall                                        | Diana Krall                                     |                                                                  |                                                        |
| 36                 | • The Lovers, The Dreamers And Me                                     | Jane Monheit                                    |                                                                  |                                                        |
| 37                 | • River: The Joni Letters                                             | Herbie Hancock                                  |                                                                  |                                                        |
| 38                 | • Christmas                                                           | Al Jarreau                                      |                                                                  |                                                        |
| 39                 | • Classic Sinatra II                                                  | Frank Sinatra                                   |                                                                  |                                                        |
| 40                 | • The Bright Mississippi                                              | Allen Toussaint                                 |                                                                  |                                                        |
| 41                 | • Best Of Big Band                                                    | (Compilation d’artistes variés)                 |                                                                  |                                                        |
| 42                 | • New Beginnings                                                      | Ski Johnson                                     |                                                                  |                                                        |
| 43                 | • Rock Steady                                                         | Richard Elliot                                  |                                                                  |                                                        |
| 44                 | • Playlist : The Very Best Of Kenny G                                 | Kenny G                                         |                                                                  |                                                        |
| 45                 | • Songs From Lonely Avenue                                            | The Brian Setzer Orchestra                      |                                                                  |                                                        |
| 46                 | • Hardcastle 5                                                        | Paul Hardcastle                                 |                                                                  |                                                        |
| 47                 | • Bossa Nova Stories                                                  | Eliane Elias                                    |                                                                  |                                                        |
| 48                 | • Mind Over Matter                                                    | Najee                                           |                                                                  |                                                        |
| 49                 | • Public Enemies                                                      | (Bande originale de film)                       |                                                                  |                                                        |
| 50                 | • Good Day                                                            | Peter White                                     |                                                                  |                                                        |